# Jacobus Lyckles Lycklama à Nijeholt
Jacobus Lyckles Lycklama à Nijeholt (Oldeberkoop, omstreeks 1682 - Steenwijk, 18 augustus 1742) was een bestuurder. Hij was een zoon van Lyckle Lubberts Lycklama à Nijeholt (1655-1740) en Auckje Jacobs.
Jacobus Lyckles behoorde tot de patricische tak van het geslacht Lycklama à Nijeholt. Deze tak zou tijdens zijn generatie gaan opsplitsen in een protestantse en de katholieke tak. Deze scheiding is zo ontstaan doordat Jacobus overging tot het hervormde geloof. De katholieke tak zou zich voortzetten met zijn broer Lubbartus Lyckles Lycklama à Nijeholt, wie in 1696 te Oldeholtpade geboren was en overleed in 1788 op 92-jarige leeftijd te Dokkum.
Jacobus huwde in 1703 met Maria Kiers te Steenwijk. Destijds was hij verwalter scholtis in Steenwijkerwold dat drie kilometer ten noordwesten van Steenwijk lag.  De functie betekent vrijwel hetzelfde als vervangend schout.
Jacobus was tevens een tijd werkzaam als rentmeester van landgoed De Eese, waarvan de kern enkele kilometers ten noorden van Steenwijk lig. Het landgoed, waarvan het particuliere deel voor 440 ha uit bos bestaat en 360 ha uit landbouwgrond, heeft onder andere een slot genaamd het ‘Hoge Huis’ waarop het jaartal 1619 is vermeld.
De protestantse tak zette zich voort via zijn zoon:
- Mr. Albertus Lycklama à Nijeholt Sr.